# Centrala handlu zagranicznego
Centrala handlu zagranicznego (CHZ), także przedsiębiorstwo handlu zagranicznego (PHZ) oraz biuro handlu zagranicznego (BHZ) – specjalny typ przedsiębiorstwa państwowego funkcjonujący w PRL i posiadający swoje odpowiedniki we wszystkich innych państwach tzw. bloku wschodniego. W ZSRR centrale handlu zagranicznego (w 1935 było ich 27) podlegały Ludowemu Komisariatowi Handlu Zagranicznego, przekształconemu następnie w Ministerstwo Handlu Zagranicznego ZSRR.
Centrale Handlu Zagranicznego posiadały, będące w krajach komunistycznych specjalnym przywilejem, prawo prowadzenia obrotu gospodarczego w walutach wymienialnych, w szczególności handlu z podmiotami zagranicznymi. CHZ były obowiązkowymi pośrednikami we wszystkich kontaktach handlowych z zagranicą dla krajowych podmiotów gospodarczych. Większość central handlu zagranicznego posiadało quasi-monopol na handel zagraniczny, w tym sprzedaż za granicę usług np. inżynieryjnych czy budowlanych, w określonych branżach (np. Universal w branży AGD). Niektóre, jak np. Baltona i Pewex, posiadały dodatkowo przywilej handlu detalicznego za waluty wymienialne na terenie kraju (tzw. eksport wewnętrzny). Ze względu na swoją strategiczną rolę dla władzy i gospodarki, monopol na handel zagraniczny, a więc związane z nim: dochody, możliwość prowadzenia działalności wywiadowczej pod przykryciem i podróży za granicę dla pracowników, przedsiębiorstwa te były w domenie służb specjalnych, wywiadu cywilnego i wojskowego. Ministerstwo Handlu Zagranicznego oraz ministerstwa dot. przemysłu i gospodarki również miały wpływ na działalność Przedsiębiorstw Handlu Zagranicznego (dostarczanie towarów na eksport i zapotrzebowanie na towary, które trzeba było importować). Warto zauważyć, że w każdym z ministerstw związanych z PHZ-ami, oprócz innych pracowników, zatrudniani byli ludzie, którzy zajmowali niejawne etaty w służbach specjalnych. W polskich PHZ lokowani byli m.in. funkcjonariusze Departamentu I MSW, Departamentu II MSW, żołnierze Zarządu II SG WP oraz Zarządu I WSW pracujący pod przykryciem (etat niejawny w służbach specjalnych). Praca w tych przedsiębiorstwach uważana była powszechnie za prestiżową i często łączyła się z możliwością uzyskania dodatkowych dochodów związanych z kontaktami zagranicznymi i dostępem do dewiz. Poza sprzedażą produktów, w okresie PRL (eksportem) i importem różnych towarów do kraju, „pehazety”, za pomocą zagranicznych przedstawicielstw i agentów, prowadziły wywiad. Szczególnie istotny był tam wywiad naukowo-techniczny, np. w Metalexporcie Marian Zacharski, Unitrze Zdzisław Przychodzień.
Po upadku socjalizmu realnego, znaczna część CHZ została sprywatyzowana, a część przekształcono w spółki akcyjne obecne aktualnie na GPW. W szeregu przypadków przekształceń własnościowych CHZ w przedsiębiorstwa będące własnością prywatną, miejsce miało tzw. uwłaszczenie nomenklatury. Prywatyzacja uniemożliwiła tym przedsiębiorstwom możliwość kontynuowania nielegalnego wywiadu i kradzieży patentów.
Wiele postaci życia finansowego i gospodarczego państw postkomunistycznych (dawnego bloku socjalistycznego) wywodzi się z tego typu przedsiębiorstw m.in. Dan Voiculescu, Aleksander Gudzowaty.

## Najważniejsze polskie przedsiębiorstwa handlu zagranicznego
- Agromet-Motoimport
- Agros
- Almatur
- Animex
- Ars Polona
- Baltona
- Bank Handlowy w Warszawie
- Bank Polska Kasa Opieki
- Biuro Turystyki PZM
- Budimex
- Bumar
- C. Hartwig
- Centromor
- Centrozap
- Cenzin
- Cepelia
- Cetebe
- Chemitex
- Ciech
- Coopexim
- DAL
- Dalmor
- Dalspo
- Desa
- Dromex
- Elektrim
- Exbud
- Film Polski
- Gromada
- Hortex
- Igloopol
- Impexmetal
- Intraco
- Kolmex
- Kopex
- Labimex
- Lacpol
- Megadex
- Metalexport
- Metronex
- Minex
- Navimor
- Orbis
- Paged
- Pagart
- Pekaes
- Petrolimpex
- Pewex
- Pezetel
- PKP
- PLL LOT
- PLO
- PRO
- POCH
- Polska Poczta, Telegraf i Telefon
- Polcoop
- Polexpo
- Polimex Cekop
- Polimex
- Polnord
- Polservice
- Pol-Mot
- PPDiUR „Gryf”
- PPDiUR „Odra”
- Pracownie Konserwacji Zabytków
- PRS
- PŻM
- Rolimpex
- Rybex
- Skórimpex
- Sports-Tourist
- Stalexport
- Textilimpex
- Torimex
- TUiR „Warta”
- Transactor
- Unitra
- Universal
- Varimex
- Węglokoks